# Sigoyer (Alpes-de-Haute-Provence)
Pour les articles homonymes, voir Sigoyer.
Sigoyer [sigɔje] est une commune française située dans le département des Alpes-de-Haute-Provence, en région Provence-Alpes-Côte d'Azur.

## Géographie

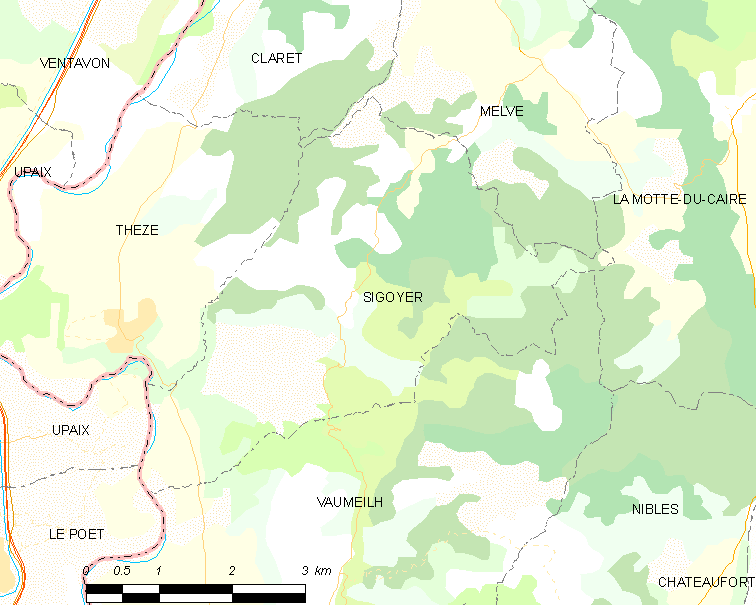
Sigoyer et les communes voisines (Cliquez sur la carte pour accéder à une grande carte avec la légende).

Le village est situé sur un petit col, à 805 m d’altitude, surplombé par un château à 823 m.
Les communes limitrophes de Sigoyer sont Upaix (Hautes-Alpes), Thèze, Melve, La Motte-du-Caire et Vaumeilh.

### Géologie

Massif des Alpes et localisation des Préalpes de Digne

Le territoire se situe en limite est des Baronnies orientales, sur des formations calcaires provençales du Jurassique supérieur et du Crétacé inférieur (roches sédimentaires issues d'un ancien océan alpin), entre trois formations géologiques majeures des Alpes :
- la nappe de Digne à l'est[3], au niveau du lobe de Valavoire[4] : il s'agit d'une nappe de charriage, c'est-à-dire d'une dalle épaisse de près de 5 000 m qui s'est déplacée vers le sud-ouest durant l'Oligocène et la fin de la formation des Alpes. Les lobes (ou écailles) correspondent à la bordure découpée à l'ouest de la nappe ;
- la faille de la Durance au sud-ouest, dans la vallée ;
- le plateau de Valensole au sud : bassin molassique du Miocène et du Pliocène composé de roches sédimentaires détritiques (dépôts liés à l'érosion des montagnes apparues à l'Oligocène).

Lors de la glaciation de Riss, la commune est entièrement recouverte par le glacier de la Durance. Lors de la glaciation de Würm, le glacier n’en recouvre qu’à peu près la moitié. Ses moraines latérales sont visibles.

### Relief
Le territoire de la commune est essentiellement composé de collines. La Durance coule en limite ouest de la commune, dans une vallée encaissée, et dominée par une terrasse située à 520 m. En allant vers l’est, on trouve un terrain vallonné montant vers les collines, dont celle où Sigoyer s’est établi, et la Corpatasse à l’ouest du village (765 m d’altitude). À l’est du village, se trouvent encore d’autres collines culminant entre 700 et 897 m, jusqu’à la vallée du torrent de Syriez.

### Hydrographie
Le torrent de Syriez, né dans la commune de La Motte-du-Caire, s’écoule dans l’est de la commune, puis forme la limite sud-est de Sigoyer avec Vaumeilh avant de sortir de Sigoyer.
À l’ouest, le Mouson coule dans une vallée encaissée de direction nord-est/sud-ouest, et est limitrophe de Sigoyer et de Thèze. Un torrent intermittent, le ravin de la Combe de Chane, de même direction, fait la limite entre Vaumeilh et Sigoyer. Ces deux torrents sont courts et se jettent directement dans la Durance.

### Transports
La commune de Sigoyer est desservie par la route départementale RD 304 qui vient de Vaumeilh par le col de Grêle (728 m). Elle se dirige vers le nord-est et rejoint la RD 104 entre Melve et La Motte-du-Caire. À l’ouest, la RD 4 traverse la terrasse qui domine la Durance, vient de Vaumeilh et se dirige vers Thèze, et au-delà relie Tallard à Sisteron. Enfin, la RD 654 relie les RD 304 et 4.

### Environnement
La commune compte 754 ha de bois et forêts, soit la moitié de sa superficie.

### Risques naturels et technologiques
Aucune des 200 communes du département n'est en zone de risque sismique nul. Le canton de La Motte-du-Caire auquel appartient Sigoyer est en zone 1a (sismicité très faible mais non négligeable) selon la classification déterministe de 1991, basée sur les séismes historiques, et en zone 3 (risque moyen) selon la classification probabiliste EC8 de 2011. La commune de Sigoyer est également exposée à trois autres risques naturels :
- feu de forêt ;
- inondation (dans la vallée de la Durance) ;
- mouvement de terrain.

La commune de Sigoyer est de plus exposée à un risque d’origine technologique, celui de rupture de barrage. En cas de rupture du barrage de Serre-Ponçon, toute la vallée de la Durance serait menacée par l’onde de submersion.
Aucun plan de prévention des risques naturels prévisibles (PPR) n’existe pour la commune et le Dicrim n’existe pas non plus.

### Climat
Pour des articles plus généraux, voir Climat de Provence-Alpes-Côte d'Azur et Climat des Alpes-de-Haute-Provence.
En 2010, le climat de la commune est de type climat méditerranéen altéré, selon une étude du Centre national de la recherche scientifique s'appuyant sur une série de données couvrant la période 1971-2000. En 2020, Météo-France publie une typologie des climats de la France métropolitaine dans laquelle la commune est exposée à un climat de montagne ou de marges de montagne et est dans la région climatique Alpes du sud, caractérisée par une pluviométrie annuelle de 850 à 1 000 mm, minimale en été.
Pour la période 1971-2000, la température annuelle moyenne est de 10 °C, avec une amplitude thermique annuelle de 17,5 °C. Le cumul annuel moyen de précipitations est de 885 mm, avec 7 jours de précipitations en janvier et 4,6 jours en juillet. Pour la période 1991-2020, la température moyenne annuelle observée sur la station météorologique de Météo-France la plus proche, « Laragne Montéglin », sur la commune de Laragne-Montéglin à 11 km à vol d'oiseau, est de 12,0 °C et le cumul annuel moyen de précipitations est de 813,8 mm. 
La température maximale relevée sur cette station est de 41,1 °C, atteinte le 28 juin 2019 ; la température minimale est de −17,4 °C, atteinte le 18 décembre 2010,,.
Les paramètres climatiques de la commune ont été estimés pour le milieu du siècle (2041-2070) selon différents scénarios d'émission de gaz à effet de serre à partir des nouvelles projections climatiques de référence DRIAS-2020. Ils sont consultables sur un site dédié publié par Météo-France en novembre 2022.

### Toponymie
Le nom du village, tel qu’il apparaît la première fois vers 1200 (castri de Cigoier) puis en 1202 (de Ciguerio), fait l’objet de différentes interprétations :
- selon Charles Rostaing, il est construit sur la racine *Sik/*Sig, qui sert à désigner une rivière de montagne[19],[20] ;
- selon Ernest Nègre, il dérive d’un nom propre germanique, Sigowar[21] ;
- selon le couplé Fénié, il s’agit d’un toponyme issu de la racine *Sik-[22].

Selon Rostaing et le couple Fénié, le toponyme est antérieur aux Gaulois,.
Le nom de Sigoyer est souvent assorti d’un second toponyme, Malpoil, qui sert à le distinguer de Sigoyer (anciennement Sigoyer-sur-Tallard), dans le département voisin des Hautes-Alpes. Cet usage, pour désigner la communauté de Sigoyer, est attesté dès 1335 et dure encore. Malpoil signifierait la mauvaise montagne, à cause du caractère friable de la roche.

## Urbanisme

### Typologie
Au 1er janvier 2024, Sigoyer est catégorisée commune rurale à habitat très dispersé, selon la nouvelle grille communale de densité à 7 niveaux définie par l'Insee en 2022.
Elle est située hors unité urbaine. Par ailleurs la commune fait partie de l'aire d'attraction de Sisteron, dont elle est une commune de la couronne,. Cette aire, qui regroupe 21 communes, est catégorisée dans les aires de moins de 50 000 habitants,.

### Occupation des sols
L'occupation des sols de la commune, telle qu'elle ressort de la base de données européenne d’occupation biophysique des sols Corine Land Cover (CLC), est marquée par l'importance des forêts et milieux semi-naturels (63,7 % en 2018), en augmentation par rapport à 1990 (58,4 %). La répartition détaillée en 2018 est la suivante : 
forêts (33,9 %), zones agricoles hétérogènes (28,7 %), milieux à végétation arbustive et/ou herbacée (22,3 %), espaces ouverts, sans ou avec peu de végétation (7,6 %), terres arables (7,2 %), cultures permanentes (0,2 %), prairies (0,2 %).
L'évolution de l’occupation des sols de la commune et de ses infrastructures peut être observée sur les différentes représentations cartographiques du territoire : la carte de Cassini (XVIIIe siècle), la carte d'état-major (1820-1866) et les cartes ou photos aériennes de l'IGN pour la période actuelle (1950 à aujourd'hui).

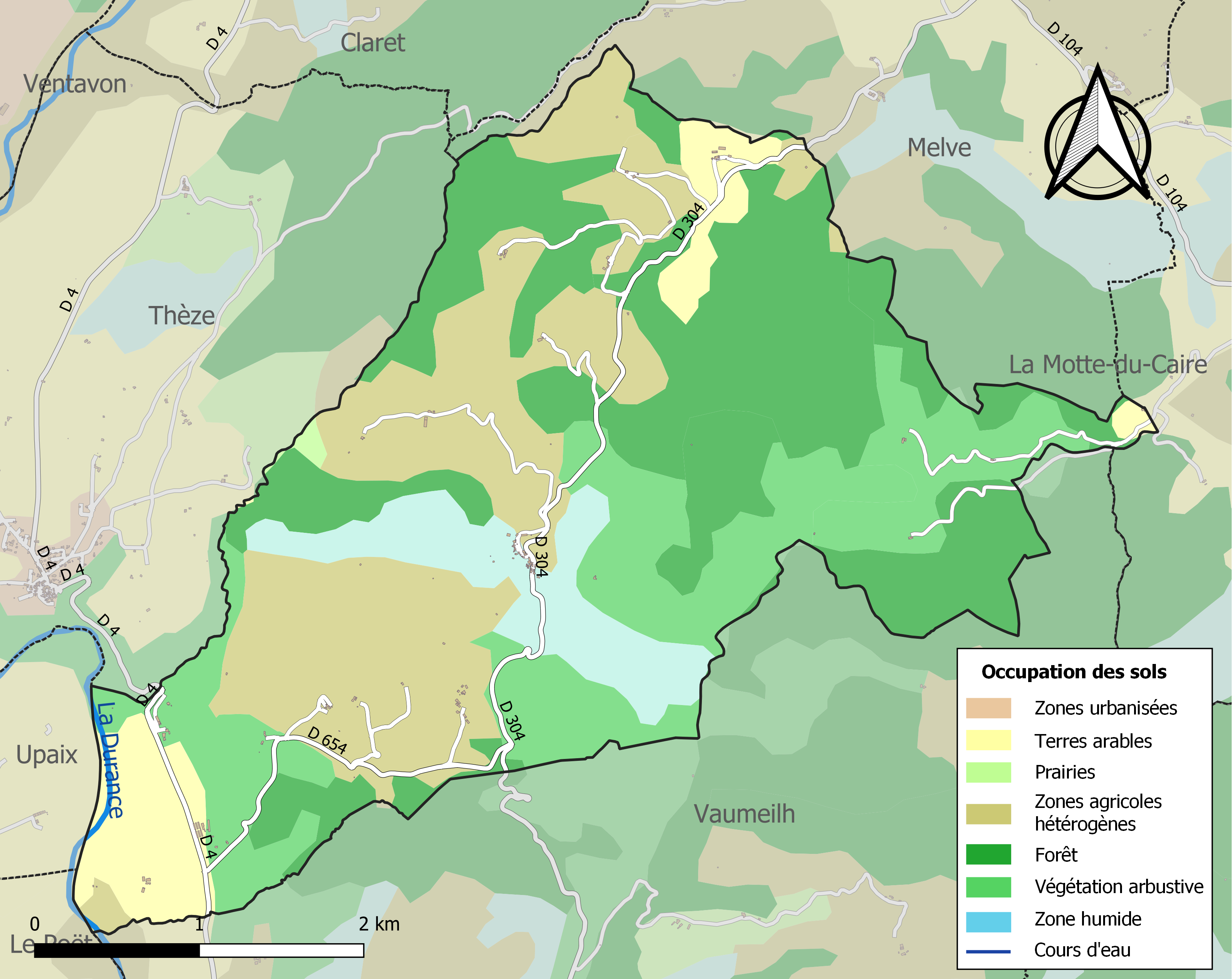
Carte de l'occupation des sols de la commune en 2018 (CLC).

## Histoire

### Antiquité
Des monnaies romaines allant du IIe siècle au IIIe siècle ont été retrouvées dans la commune attestant de l’occupation humaine du territoire de la commune à ce moment, ainsi que des tegulae et une clef des Ier – IIe siècle. Une statuette de Minerve originale, en bronze, a aussi été retrouvée. Elle date d’entre le Ier siècle et le milieu du IIIe siècle.

### Moyen Âge
La localité apparaît pour la première fois dans les chartes au XIIIe siècle (Cigoerium). Le fief est donné en 1271 par le comte de Provence aux évêques de Gap,. La seigneurie est ensuite détenue par les Bernardy (XIIIe siècle), les Roux (XVIe – XVIIe siècle), et enfin les Laidet ou Leydet, du XVe siècle à la Révolution française). L’abbaye d'Aniane et l’abbaye de Cluny possédaient chacune un prieuré. Administrativement, la communauté villageoise dépendait de la baillie de Sisteron. Appartenant aux évêques de Gap, la communauté de Sigoyer ne payait pas la queste aux comtes de Provence (puis à leurs successeurs, les rois de France) jusqu'à la Révolution.
Le prieuré Saint-Benoit, à l’Est du Planet, est une fondation du prieuré de Chane, dans la commune voisine de Vaumeilh, et donc une dépendance de l’abbaye d'Aniane. Il existait au XIIe siècle, et est abandonné au cours de la grande crise des XIVe et XVe siècles.

### Temps modernes
Le château est endommagé à l’issue d’un épisode des guerres de religion. Il était défendu par une compagnie commandée par Louis des Isnard, appointée par le seigneur Laidet. Le 5 septembre 1562, Sommerive s’empare de Sisteron, et afin d’éviter que les protestants ne s’emparent de Sigoyer, il envoie Saint-Jaille assiéger la place. Des Isnards ne tarde pas à lui livrer le château, qui est incendié et en partie rasé. À la fin des guerres de religion, l’église a perdu son toit, et les réparations ne commencent qu’en 1610, pour ne s’achever qu’en 1644. 
Un certain Marcian de Bernardy, originaire du comté de Sault, acquiert (en partie) les seigneuries de Sigoyer et de Melpoil, que l'évêque de Gap, le 10 juin 1572, lui donne à bail avec inféodation. Son fils Gilbert vend en 1590 la seigneurie de Sigoyer - dont sa descendance conservera le nom et reprendra même le titre - à Henri_Louis Laidet ou Leydet. Le fief de Sigoyer-Malpoil est érigé en marquisat, avec l'ancien marquisat de Beynes, pour Pierre de Laidet par lettres patentes de septembre 1719, qui furent enregistrées. À la veille de la Révolution française, le domaine du château faisait 150 ha, soit environ 10 % de la commune, et parmi les meilleures terres.

### Révolution française
La nouvelle de l’abolition des privilèges parvient à Sigoyer le 20 septembre 1789, avec le décret ordonnant que les biens nobles devront être cadastrés pour être soumis à l’impôt. Dans la nuit du 1er novembre 1789, le château est pris d’assaut par les villageois, les chartes pillées et brûlées. Le château est endommagé.
Un peu plus tard, la commune compte une société patriotique, créée après la fin de 1792. En 1793, le château est mis aux enchères pour démolition.

### Époque contemporaine
Le coup d'État du 2 décembre 1851 commis par Louis-Napoléon Bonaparte contre la Deuxième République provoque un soulèvement armé dans les Basses-Alpes, en défense de la Constitution. Après l’échec de l’insurrection, une sévère répression s’abat sur ceux qui se sont levés pour défendre la République, dont un habitant de Sigoyer.
Comme de nombreuses communes du département, Sigoyer se dote d’une école bien avant les lois Jules Ferry : en 1863, une école dispensant une instruction primaire aux garçons fonctionne déjà. Aucune instruction n’est donnée aux filles : la loi Falloux (1851) n’impose l’ouverture d’une école de filles qu’aux communes de plus de 800 habitants, et la première loi Duruy (1867), qui abaisse ce seuil à 500 habitants, ne concernent pas Sigoyer,. Si les subventions accordées par la deuxième loi Duruy (1877) permettent de construire une école neuve, ce n’est qu’avec les lois Ferry que les petites filles de Sigoyer sont scolarisées.
Jusqu’au milieu du XXe siècle, la vigne était cultivée dans la commune, uniquement pour l’autoconsommation. Cette culture a depuis été pratiquement abandonnée, et en 2005, les surfaces plantées en vigne étaient relictuelles,.

### Héraldique
| Blason de Sigoyer | Blason  | De gueules à une tour pavillonnée d'or maçonnée de sable.                       |
| Blason de Sigoyer | Détails | Armes de la famille Laidet (). Le statut officiel du blason reste à déterminer. |

## Politique et administration

### Découpage territorial
Sigoyer est l'une des 34 communes du canton de Seyne, division électorale créée par un décret de 2014 et entrée en vigueur après les élections départementales de 2015. La commune fait partie de l’arrondissement de Sisteron du 17 février 1800 au 10 septembre 1926, date de son rattachement à l'arrondissement de Forcalquier et de la deuxième circonscription des Alpes-de-Haute-Provence. Elle a fait partie du canton de La Motte-du-Caire de 1801 à 2015 après avoir fait partie du canton de Claret.
Sigoyer a fait partie, de 2008 à 2016, de la communauté de communes de La Motte-du-Caire - Turriers. Depuis le 1er janvier 2017, elle est membre de la communauté de communes du Sisteronais Buëch.[réf. nécessaire]

### Administration municipale
De par sa taille, la commune dispose d'un conseil municipal de 9 membres (article L2121-2 du Code général des collectivités territoriales). Lors du scrutin de 2008, il n’y eut qu’un seul tour et Michel Hernandez a été réélu conseiller municipal avec le meilleur total de 46 voix, soit 58,17 % des suffrages exprimés. La participation a été de 88,71 %. Il a ensuite été nommé maire par le conseil municipal.

### Liste des maires
L'élection du maire est la grande innovation de la Révolution de 1789. De 1790 à 1795, les maires sont élus au suffrage censitaire pour 2 ans. De 1795 à 1800, il n’y a pas de maires, la commune se contente de désigner un agent municipal qui est délégué à la municipalité de canton.
En 1799-1800, le Consulat revient sur l'élection des maires, qui sont désormais nommés par le pouvoir central. Ce système est conservé par les régimes suivants, à l'exception de la Deuxième République (1848-1851). Après avoir conservé le système autoritaire, la Troisième République libéralise par la loi du 5 avril 1884 l'administration des communes : le conseil municipal, élu au suffrage universel, élit le maire en son sein.
| Période                                  | Période                       | Identité                                  | Étiquette | Qualité  |
| ---------------------------------------- | ----------------------------- | ----------------------------------------- | --------- | -------- |
| Les données manquantes sont à compléter. |                               |                                           |           |          |
| 1791                                     | 1794 (an II, 12 nivôse)       | Joseph Etienne Roux                       |           |          |
| 1794 (an II, 12 nivôse)                  | 1795 (an II, 7 germinal)      | Henri Donnet                              |           |          |
| 1795 (an II, 7 germinal)                 | 1795 (an II, 18 messidor)     | Jacques Roux                              |           |          |
| 1795 (an II, 18 messidor)                | 1809                          | Jacques Andrieu                           |           |          |
| 1809                                     | 1835                          | Donnet                                    |           |          |
| 1835                                     | 1838                          | Matheron                                  |           |          |
| 1838                                     | 1853                          | Sarlin                                    |           |          |
| 1853                                     | 1859                          | Matheron                                  |           |          |
| 1859                                     | 1873                          | Donnet                                    |           |          |
| 1873                                     | 1881                          | Auguste Désiré (dit aussi Augustin) Roux  |           |          |
| 1881                                     | 1885                          | Thiers Chaud                              |           |          |
| 1885                                     | 1892                          | Désiré Roux                               |           |          |
| 1892                                     | 1893                          | Isidore Matheron                          |           |          |
| 1893                                     | 1895                          | Adrien Latil                              |           |          |
| 1895                                     | 1901                          | Félicien Joseph Roux                      |           |          |
| 1901                                     | 1905                          | Victor Béraud                             |           |          |
| 1905                                     | 1909                          | Adrien Latil                              |           |          |
| 1909                                     | 1913                          | Théodore Reynaud                          |           |          |
| 1913                                     | 1919                          | Auguste Audibert, Victor Béraud (intérim) |           |          |
| 1919                                     | 1935                          | Henri Roux                                |           |          |
| 1935                                     | 1953                          | Ludovic Dalmas                            |           |          |
| 1935                                     | 1953                          | Ludovic Dalmas                            |           |          |
| 1953                                     | 1984                          | Cyrus Motte                               |           |          |
| 1984                                     | après 1995                    | Claude Motte                              |           |          |
| avant 2005                               | En cours (au 21 octobre 2014) | Michel Hernandez,                         | LR        | Retraité |

### Instances judiciaires
Sigoyer fait partie des juridictions d’instance de Forcalquier, de la prud'hommale de Manosque, et de grande instance de Digne-les-Bains.

### Fiscalité locale
| Taxe                                        | Part communale | Part intercommunale | Part départementale | Part régionale |
| ------------------------------------------- | -------------- | ------------------- | ------------------- | -------------- |
| Taxe d'habitation                           | 3,00 %         | 0,64 %              | 5,53 %              | 0,00 %         |
| Taxe foncière sur les propriétés bâties     | 18,67 %        | 2,25 %              | 14,49 %             | 2,36 %         |
| Taxe foncière sur les propriétés non bâties | 28,54 %        | 6,44 %              | 47,16 %             | 8,85 %         |
| Taxe professionnelle                        | 8,31 %         | 1,28 %              | 10,80 %             | 3,84 %         |

La part régionale de la taxe d'habitation n'est pas applicable.
La taxe professionnelle est remplacée en 2010 par la cotisation foncière des entreprises (CFE) portant sur la valeur locative des biens immobiliers et par la contribution sur la valeur ajoutée des entreprises (CVAE) (les deux formant la contribution économique territoriale (CET) qui est un impôt local instauré par la loi de finances pour 2010).

## Population et société
La population a toujours été répartie sur le territoire communal dans des bastides isolées. Le village, accroché au château n’a jamais compté une importante population. Comme dans tout le Haut Pays, la principale cause du déclin de la population, qui semble arrêté aujourd’hui, est l’exode rural : les difficultés de culture dans les régions de montagne, la pauvreté des sols et la rudesse du climat ont poussé la population à émigrer vers le sud de la Provence.

### Démographie
L'évolution du nombre d'habitants est connue à travers les recensements de la population effectués dans la commune depuis 1765. Pour les communes de moins de 10 000 habitants, une enquête de recensement portant sur toute la population est réalisée tous les cinq ans, les populations de référence des années intermédiaires étant quant à elles estimées par interpolation ou extrapolation. Pour la commune, le premier recensement exhaustif entrant dans le cadre du nouveau dispositif a été réalisé en 2005.

En 2022, la commune comptait 101 habitants, en évolution de −3,81 % par rapport à 2016 (Alpes-de-Haute-Provence : +2,84 %, France hors Mayotte : +2,11 %).
| 1765 | 1793 | 1800 | 1806 | 1821 | 1831 | 1836 | 1841 | 1846 |
| ---- | ---- | ---- | ---- | ---- | ---- | ---- | ---- | ---- |
| 256  | 237  | 257  | 286  | 240  | 242  | 242  | 217  | 230  |

| 1851 | 1856 | 1861 | 1866 | 1872 | 1876 | 1881 | 1886 | 1891 |
| ---- | ---- | ---- | ---- | ---- | ---- | ---- | ---- | ---- |
| 236  | 230  | 240  | 240  | 227  | 218  | 206  | 190  | 161  |

| 1896 | 1901 | 1906 | 1911 | 1921 | 1926 | 1931 | 1936 | 1946 |
| ---- | ---- | ---- | ---- | ---- | ---- | ---- | ---- | ---- |
| 161  | 162  | 151  | 150  | 128  | 120  | 109  | 113  | 89   |

| 1954 | 1962 | 1968 | 1975 | 1982 | 1990 | 1999 | 2005 | 2006 |
| ---- | ---- | ---- | ---- | ---- | ---- | ---- | ---- | ---- |
| 89   | 71   | 70   | 72   | 83   | 88   | 75   | 81   | 82   |

| 2010 | 2015 | 2020 | 2022 | - | - | - | - | - |
| ---- | ---- | ---- | ---- | - | - | - | - | - |
| 92   | 104  | 101  | 101  | - | - | - | - | - |

| 1471    |
| ------- |
| 22 feux |

L’histoire démographique de Sigoyer est marquée par une période d’« étale » où la population reste relativement stable à un niveau élevé. Cette période dure de 1806 à 1876. L’exode rural provoque ensuite un mouvement de recul démographique de longue durée. En 1921, la commune a perdu plus de la moitié de sa population par rapport au maximum historique de 1806. Le mouvement de baisse ne s'interrompt définitivement que dans les années 1960. Depuis, la population a crû légèrement.

### Enseignement
La commune a fermé l'école primaire publique,[Quand ?][pourquoi ?]. Le bâtiment qui l'abrite encore aujourd'hui date de 1884. Ensuite, les élèves sont affectés au collège Marcel-Massot. Puis ils poursuivent au lycée de la cité scolaire Paul-Arène à Sisteron,.

### Santé
Il n'y a ni médecin ni infirmier ni pharmacie à Sigoyer. Le médecin le plus proche exerce dans les communes de La Motte-du-Caire à 10,7 km et de Monêtier-Allemont à 15 km en alternance. À La Motte du Caire se trouve également la pharmacie du secteur. Le centre hospitalier le plus rapproché est celui de Sisteron à 18 km. 

## Économie
Les cultures sont étagées sur les terrasses naturelles.
Les agriculteurs de la commune de Sigoyer n’ont droit à aucun label appellation d'origine contrôlée (AOC) mais peuvent utiliser neuf labels indication géographique protégée (IGP) (pommes des Alpes de Haute-Durance, miel de Provence, agneau de Sisteron, alpes-de-haute-provence (IGP) blanc, rouge et rosé et VDP de Méditerranée blanc, rouge et rosé).

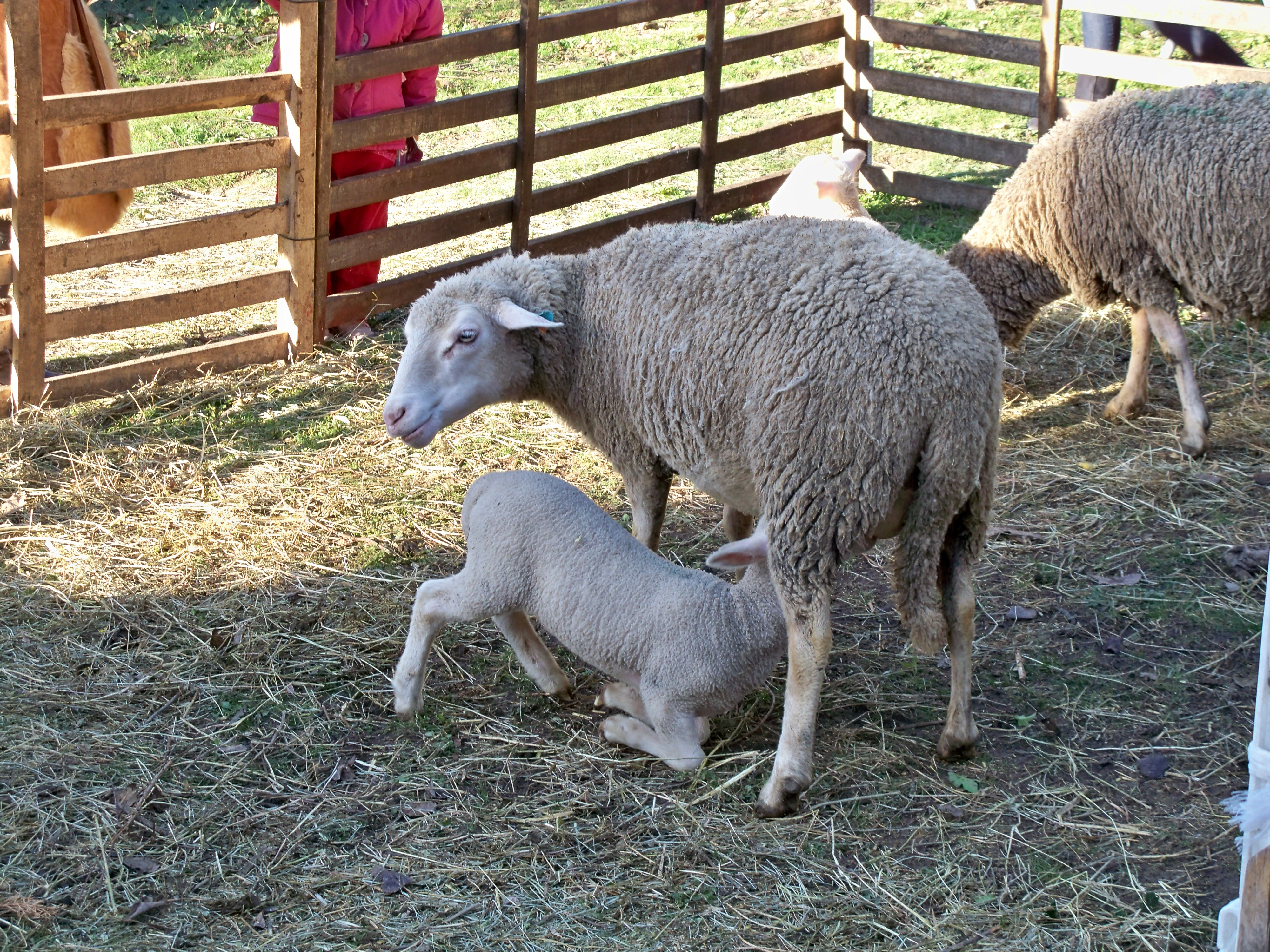
Agneau de Sisteron élevé sous sa mère.
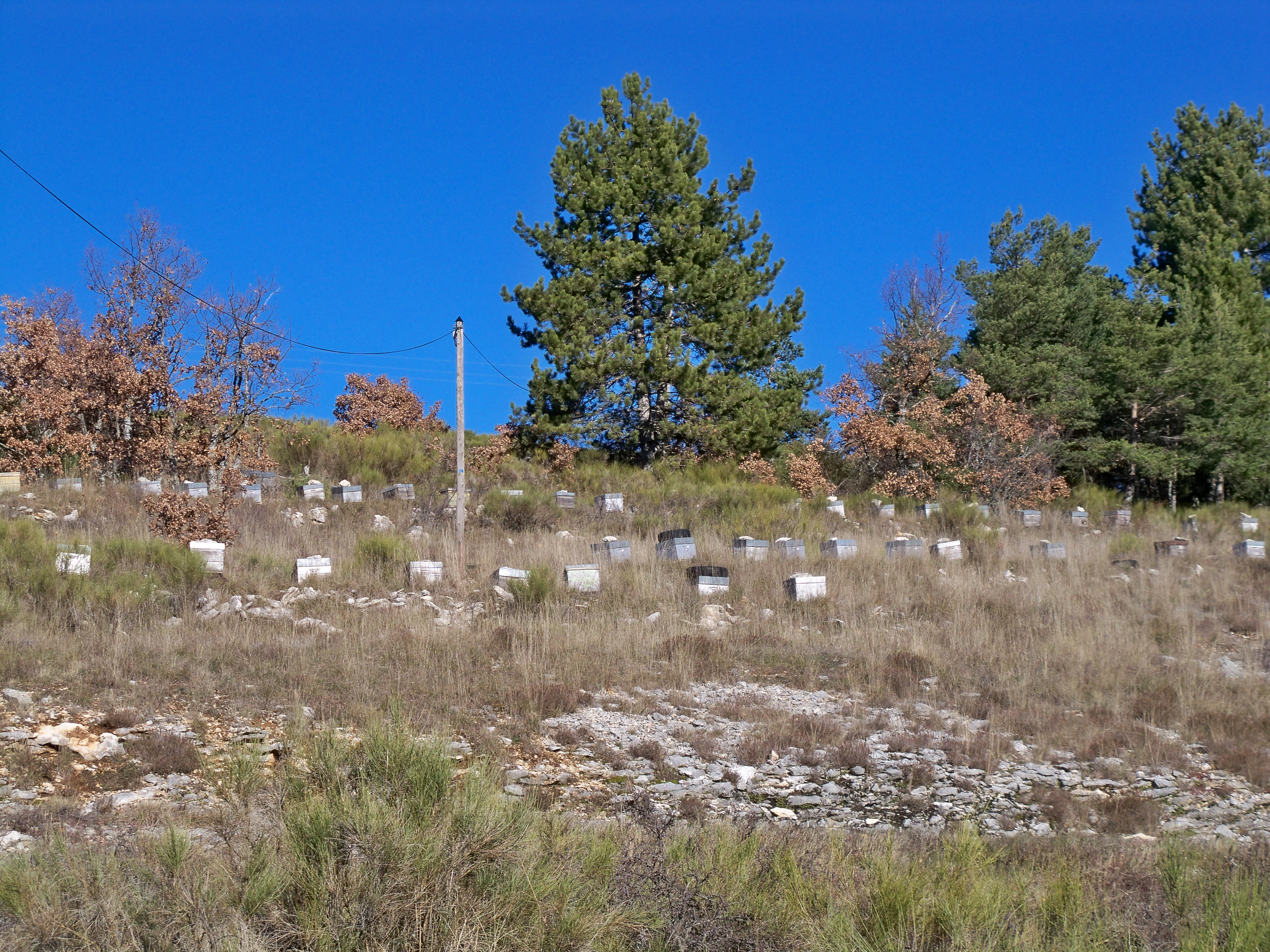
Ruches à la combe du Pommier.
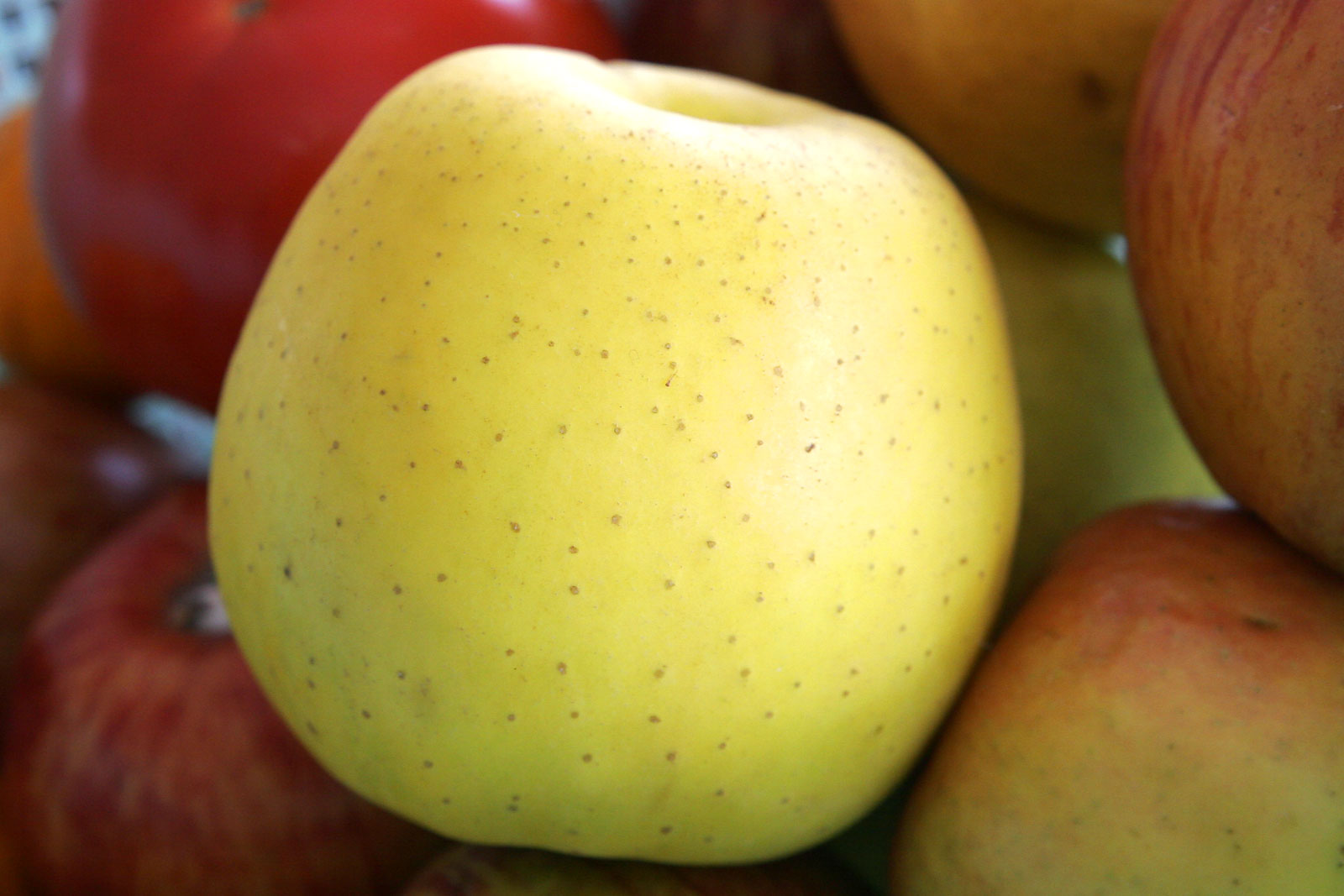
Golden et gala.

## Lieux et monuments

### Château

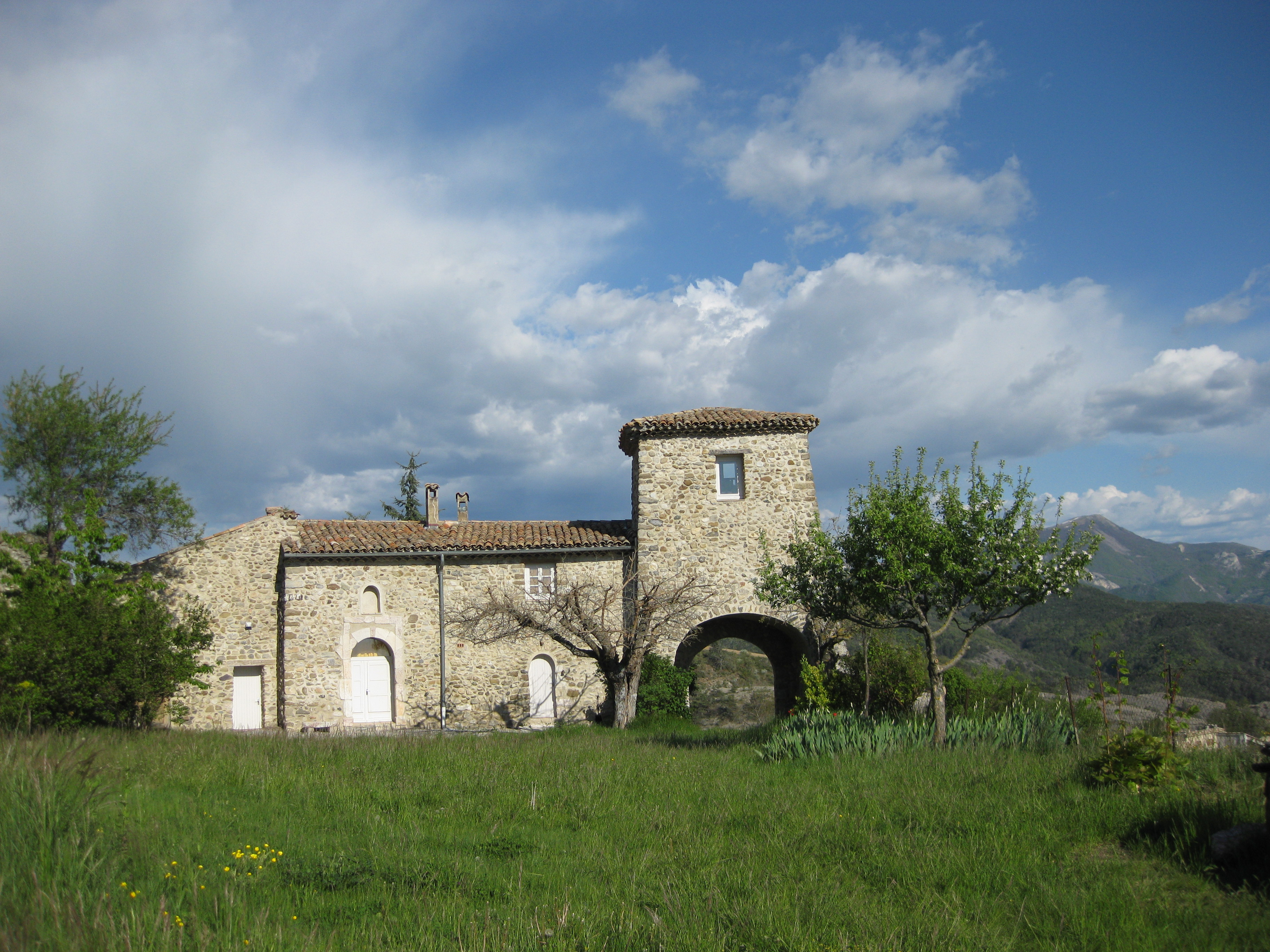
Vue de la partie rénovée du château

Le château de Sigoyer est l'un des seuls points stratégiques sur la rive gauche : il domine le Val de Durance et permet d'observer une partie de la via Domitia. Les campagnes de constructions se sont étendues du XIe siècle au XVIe siècle.
Il est probable qu’au XIe siècle, une simple tour soit élevée sur un éperon rocheux déjà occupé à l’époque romaine. Au XIIIe siècle, cette tour est rehaussée sur voûte, et un logis lui est ajouté, flanqué du donjon, d’une enceinte renforcée d’une tour carrée et d’une tour ronde destinée au guet, vers l’ouest et la Durance. Une chapelle est également construite dans cette enceinte. Enfin, une deuxième muraillee ceinture ce premier ensemble, avec une ferme, les écuries, et une citerne de 165 m3.
À la Renaissance, le château est une résidence, des bâtiments sont ajoutés pour la rendre plus confortable.
Aujourd'hui, d'imposantes ruines face à la vallée suggèrent encore ce qui fut sa puissance. La partie Est du château a été restaurée par un particulier, mais n'est pas classée.
Une borne interactive racontant l'histoire du château est adossée à l'église sur la place du village.

### Art religieux
L’église Notre-Dame-d’Espavent, dont il ne restait que les murs à la fin des guerres de religion, est reconstruite entre 1610 et 1644, en style roman.

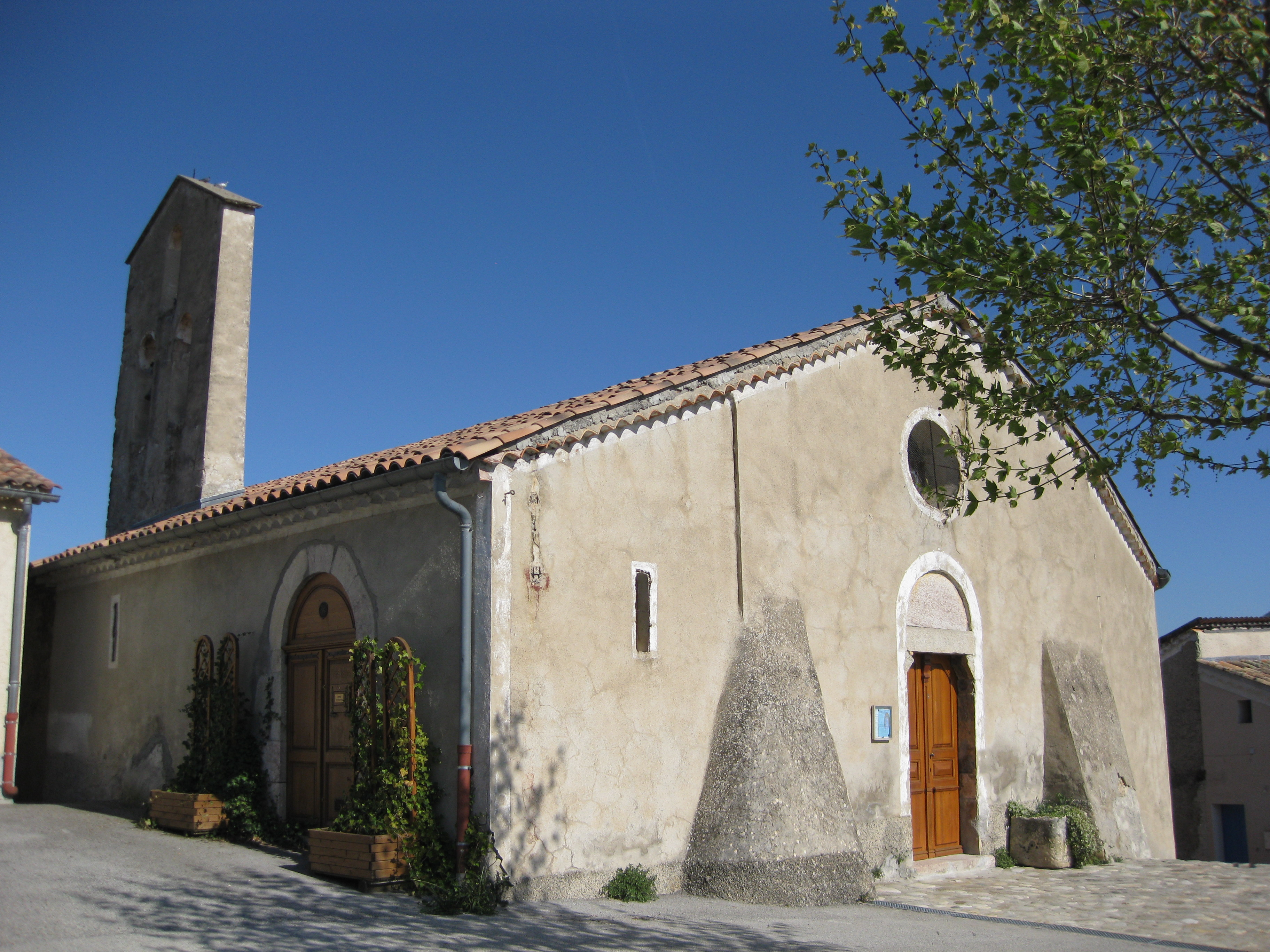
Église Notre-Dame d'Espavent.

La rénovation est achevée en 1683. Elle est sous la titulature de la Vierge et le patronage de Joseph (ajouté au milieu du XVIIe siècle<). Son architecture est ambitieuse, selon Raymond Collier. La nef possède deux travées voûtées d’arêtes, tout comme le chœur. Le clocher est un clocher-mur. Les chapiteaux sont réduits à une bague lisse entourée de deux moulures circulaires. Les bas-côtés, élément rare dans la construction régionale, sont voûtés d’arêtes bombés. Enfin, le chœur est voûté d’arêtes rayonnantes. Elle possède, dans son mobilier :
- un plat de quête en cuivre, du XVIe siècle, classé monument historique au titre objet[75] ;
- la statue de Notre-Dame-de-l’Espavent, en bois peint en bleu et en rouge, du type Sedes sapientiae, de la même époque, également classée au titre objet[76]. Marc de Leeuw envisage qu’elle puisse être contemporaine, et sculptée par un paysan[36] ;
- une statue de Vierge à l'Enfant, bois doré, XVIIIe siècle ;
- une statue de Saint Joseph avec l'Enfant Jésus, XVIIIe siècle ;
- un tableau de la Sainte famille XVIIe siècle, récemment restauré ;
- un tableau du Mariage de La Vierge Marie et de Saint Joseph, 1640, récemment restauré ;
- un tableau de l'Assomption de la Vierge Marie, XVIIIe siècle ;
- une cuve baptismale du XVIe siècle.

Une tradition était liée à la statue de Notre-Dame-d’Espavant (« Notre-Dame d’Épouvante ») : les gens qui passaient sous sa statue étaient guéris de leur lâcheté.
La chapelle Saint-Benoît, ancien prieuré de l’abbaye d'Aniane, est en ruines.

## Personnalités liées à la commune
- Dominique Jacques Christophe de Bernardy, marquis de Sigoyer (1748-1794), chevalier de l'ordre de Saint-Louis et compagnon de La Fayette ;
- Antonin de Bernardy, marquis de Sigoyer (1788-1860), sous-préfet et poète ;
- Martian de Bernardy, marquis de Sigoyer, (1824-1871), fils du précédent, commandant le 26e bataillon de chasseurs à pied, fut le sauveur du musée du Louvre et de ses collections en 1871. Chargé d'occuper le jardin des Tuileries, et apercevant l'incendie du palais au milieu de la nuit, il lança ses sections sur les barricades du Carrousel, qu'il emporta d'assaut, et employa ses troupes à éteindre le feu. Malheureusement, il fut retrouvé mort le lendemain 26 mai près de la Bastille ; son corps carbonisé (sans doute à la suite de l'écroulement d'une maison) fit croire qu'il avait été capturé et brûlé vif par les insurgés. Il est à noter que les Bernardy n'avaient plus depuis longtemps de rapports avec la commune dont ils portaient toujours le nom, assorti du titre de marquis, ayant vendu la seigneurie dès 1590[37].